# Anisocentropus krampus
Anisocentropus krampus är en nattsländeart som beskrevs av Malicky 1994. Anisocentropus krampus ingår i släktet Anisocentropus och familjen Calamoceratidae. Inga underarter finns listade i Catalogue of Life.